# Bédeilhac-et-Aynat
Bédeilhac-et-Aynat – miejscowość i gmina we Francji, w regionie Oksytania, w departamencie Ariège.
Według danych na rok 2010 gminę zamieszkiwały 204 osoby, a gęstość zaludnienia wynosiła 31 osób/km².